# Team Ninja
Team Ninja (en japonés: チ ー ム ニ ン ジ ャ) es un estudio desarrollador de videojuegos antiguamente dirigido por Tomonobu Itagaki y fundado en 1995. Se trata de una subsidiaria de Tecmo, Ltd. y es más conocida por las sagas Dead or Alive, Ninja Gaiden y Nioh.
Ninja Gaiden 2 fue publicado por Microsoft Game Studios en exclusiva para Xbox 360, siendo el primer juego creado por Team Ninja no publicado por Tecmo. Más tarde Tecmo decidió publicar Ninja Gaiden 2 en PS3 en una mejorada versión Sigma.
El 3 de junio de 2008, Itagaki anunció su marcha del Team Ninja citando dificultades con Tecmo. En la misma declaración que anunciaba su renuncia, Itagaki también anunció que estaba presentando una demanda contra su antiguo empleador sobre las primas pendientes de pago por su trabajo en Dead or Alive 4 para Xbox 360. Sin embargo, Itagaki fue despedido de Tecmo el 18 de junio de 2008.
La saga Dead or Alive ha continuado recibiendo mejoras; Dead or Alive 5: Ultimate consiste en una versión mejorada de Dead or Alive 5. Incluye más personajes, modos de juego, escenarios y opciones. Poco después fue lanzada una última revisión llamada Dead or Alive 5: Last Round para Xbox One, PlayStation 4, Xbox 360 y PlayStation 3 (en estas dos últimas solo como actualización descargable). Last Round añade los personajes Raidou (enemigo final en el primer Dead or Alive) y Honoka, gráficos ligeramente intensificados, opciones de sonido y banda sonora personalizable, nuevos trajes, peinados y complementos para los luchadores así como dos escenarios rescatados de anteriores entregas de la serie, etc.

## Videojuegos
| Videojuego                                  | Año de lanzamiento | Género                            | Plataforma(s)                                                              | Notas |
| ------------------------------------------- | ------------------ | --------------------------------- | -------------------------------------------------------------------------- | --- |
| Dead or Alive                               | 1996               | Pelea                             | Arcade, Sega Saturn, PlayStation                                           | |
| Dead or Alive 2                             | 1999               | Pelea                             | Arcade, Dreamcast, PlayStation 2                                           | |
| Dead or Alive 3                             | 2001               | Pelea                             | Xbox                                                                       | |
| Dead or Alive Xtreme Beach Volleyball       | 2003               | Deportes, Party                   | Xbox                                                                       | |
| Ninja Gaiden                                | 2004               | Acción y aventura, hack and slash | Xbox, PlayStation 3, PlayStation Vita                                      | |
| Dead or Alive Ultimate                      | 2004               | Pelea                             | Xbox                                                                       | Remake de Dead or Alive 1 y Dead or Alive 2. |
| Dead or Alive 4                             | 2005               | Pelea                             | Xbox 360                                                                   | |
| Dead or Alive Xtreme 2                      | 2006               | Deportes, Party                   | Xbox 360                                                                   | |
| Ninja Gaiden: Dragon Sword                  | 2008               | Acción y aventura, hack and slash | Nintendo DS                                                                | |
| Ninja Gaiden II                             | 2008               | Acción y aventura, hack and slash | Xbox 360, PlayStation 3, PlayStation Vita                                  | Publicado por Microsoft Game Studios para Xbox 360.                                                                                                   |
| Metroid: Other M                            | 2010               | Acción y aventura,metroidvania    | Nintendo Wii                                                               | Codesarrollado con Nintendo SPD, publicado por Nintendo.                                                                                              |
| Dead or Alive: Dimensions                   | 2011               | Pelea                             | Nintendo 3DS                                                               | Publicado por Nintendo en regiones PAL. |
| Ninja Gaiden 3                              | 2012               | Acción y aventura, hack and slash | PlayStation 3, Xbox 360                                                    | Publicado por Nintendo para Wii U. |
| Ninja Gaiden 3: Razor's Edge                | 2012               | Acción y aventura, hack and slash | PlayStation 3, Xbox 360, Wii U                                             | Publicado por Nintendo para Wii U. |
| Dead or Alive 5                             | 2012               | Pelea                             | PlayStation 3, Xbox 360                                                    | |
| Dead or Alive 5 Plus                        | 2013               | Pelea                             | PlayStation Vita                                                           | Versión portátil de Dead or Alive 5 |
| Dead or Alive 5 Ultimate                    | 2013               | Pelea                             | PlayStation 3, Xbox 360                                                    | Versioń mejorada de Dead or Alive 5, incluye personajes y escenarios adicionales.                                                                     |
| Yaiba: Ninja Gaiden Z                       | 2014               | Acción y aventura, hack and slash | PlayStation 3, Xbox 360, Microsoft Windows                                 | Codesarrollado con Spark Unlimited and Comcept. |
| Hyrule Warriors                             | 2014               | Acción, hack and slash            | Wii U, Nintendo 3DS, Nintendo Switch                                       | Codesarrollado con Omega Force |
| Dead or Alive 5 Last Round                  | 2015               | Pelea                             | Microsoft Windows, PlayStation 3, PlayStation 4, Xbox 360, Xbox One        | Version mejorada de Dead or Alive 5 Ultimate, incluye nuevos personajes y escenarios.                                                                 |
| Dissidia Final Fantasy NT                   | 2015               | Pelea                             | Arcade, PlayStation 4                                                      | Publicado por Square Enix. |
| Dead or Alive Xtreme 3                      | 2016               | Deportes, Party                   | PlayStation 4, PlayStation Vita                                            | Sólo disponible en Asia. |
| Nioh                                        | 2017               | Rol de acción                     | PlayStation 4, Microsoft Windows, PlayStation 5                            | Basado originalmente en un guion de Akira Kurosawa; Las versiones de PlayStation fueron publicadas por Sony Interactive Entertainment fuera de Japón. |
| Dead or Alive Xtreme Venus Vacation         | 2017               | Deportes, Party                   | Microsoft Windows, macOS                                                   | Versión Steam para algunas regiones de Asia. DMM GAMES version only released in Japan.                                                                |
| Dissidia Final Fantasy: Opera Omnia         | 2017               | Rol                               | Android, iOS                                                               | Publicado por Square Enix. |
| Fire Emblem Warriors                        | 2017               | Acción, hack and slash            | Nintendo Switch, New Nintendo 3DS                                          | Codesarrollado con Omega Force. |
| Dead or Alive 6                             | 2019               | Pelea                             | PlayStation 4, Xbox One, Microsoft Windows                                 | |
| Dead or Alive Xtreme 3 Scarlet              | 2019               | Deportes, Party                   | PlayStation 4, Nintendo Switch                                             | Sólo disponible en Asia. |
| Marvel Ultimate Alliance 3: The Black Order | 2019               | Acción                            | Nintendo Switch                                                            | Publicado por Nintendo. |
| Nioh 2                                      | 2020               | Rol de acción                     | PlayStation 4, Microsoft Windows, PlayStation 5                            | Las versiones de PlayStation fueron publicadas por Sony Interactive Entertainment fuera de Japón.                                                     |
| Ninja Gaiden: Master Collection             | 2021               | Acción, hack and slash            | PlayStation 4, Xbox One, Nintendo Switch, Microsoft Windows                | Una colección de Ninja Gaiden Sigma, Ninja Gaiden Sigma 2 y Ninja Gaiden 3: Razor's Edge.                                                             |
| Stranger of Paradise: Final Fantasy Origin  | 2022               | Rol de acción                     | PlayStation 4, PlayStation 5, Xbox One, Xbox Series X/S, Microsoft Windows | Distribuido por Square Enix. |
| Wo Long: Fallen Dynasty                     | 2023               | Rol de acción                     | PlayStation 4, PlayStation 5, Xbox One, Xbox Series X/S, Microsoft Windows | |
| Rise of the Rōnin                           | 2024               | Rol de acción                     | PlayStation 5                                                              | Distribuido por Sony Interactive Entertainment. |